# Björgvin Páll Gústavsson
Björgvin Páll Gústavsson (ur. 24 maja 1985 w Hvammstangi) – islandzki piłkarz ręczny, reprezentant kraju grający na pozycji bramkarza w Bundeslidze, w drużynie SC Magdeburg.
Największy sukces z reprezentacją odniósł podczas igrzysk olimpijskich 2008 w Pekinie, zdobywając srebrny medal olimpijski. Podczas mistrzostw Europy w 2010 w Austrii zdobył brązowy medal.
W 2008 otrzymał Krzyż Kawalerski Orderu Sokoła Islandzkiego.

## Sukcesy
- 2008:  wicemistrzostwo olimpijskie, (Pekin)
- 2010:  III miejsce mistrzostw Europy, (Austria)